# دي ري ميتاليكا
دي ري ميتاليكا (باللاتينية: De re metallica) (عن طبيعة الفلزات (المعادن)) هو كتاب يعود إلى القرن السادس عشر ميلادي لمولفه غيورغيوس أغريكولا، والذي هو اسم الكاتب باللاتينية لعالم الفلزات الألماني غيورغ باور Georg Bauer.
يصنف هذا الكتاب الأنواع المختلفة للمعادن والتقنيات التي كانت مستخدمة آنذاك في هذا المجال من تعدين وتنقية وصهر الأنواع المختلفة من الفلزات. ظهر الكتاب لأول مرة سنة 1556 تقريباً، وقد تأخر ظهوره للصعوبات المصاحبة آنذاك في إصدار الكتب.
بقي الكتاب مرجعاً مهماً في مجال التعدين لحوالي قرنين من الزمان، كما يعد واحداً من الكتب المهمة في تأريخ صناعة الكيمياء.

## اقرأ أيضاً
- غيورغيوس أغريكولا
- تعدين